# Wałęsa. Człowiek z nadziei
Wałęsa. Człowiek z nadziei – polski film biograficzny z 2013 roku w reżyserii Andrzeja Wajdy, opowiadający o życiu Lecha Wałęsy.

## Produkcja
Andrzej Wajda wyraził chęć zrealizowania filmu fabularnego o Lechu Wałęsie już w 2008 w swojej wypowiedzi dla telewizji TVN24. Reżyser stwierdził, że mogłaby to być trzecia część cyklu, na który składają się Człowiek z marmuru i Człowiek z żelaza. Powiedział: Od dawna się zabieram do takiego filmu. Po tamtych dwóch, po człowieku z marmuru i z żelaza, teraz chyba powinien być człowiek nadziei. To byłoby dobre określenie dla Lecha Wałęsy, bo on dał mnie osobiście, a myślę że nie tylko mnie, wielką nadzieję.
W 2009 zachodnie media podawały, jakoby scenariusz do filmu miała napisać Agnieszka Holland. Ostatecznie tekst opracował Janusz Głowacki. Wajda był do niego bardzo entuzjastycznie nastawiony, stwierdził: W nim jest jakiś fantastyczny optymizm, wiara, że urodziliśmy się po to, żeby wyjść z niewoli. I to rzeczywiście się udało. Myślę, że Janusz Głowacki uchwycił ten moment. Jestem z tego powodu bardzo szczęśliwy. Będziemy się starali iść tą drogą.
Okres zdjęciowy podzielono na kilka części. Najpierw ekipa pracowała w dniach 1–15 grudnia 2011, a później 10 – 18 stycznia 2012, 26 kwietnia – 30 kwietnia, od 8 maja. Zdjęcia do filmu zostały zakończone 30 czerwca 2012. Za plenery posłużyły: Gdańsk, Warszawa i Żyrardów.
Początkowo premierę filmu planowano na początek 2013, jednakże plany te zostały pokrzyżowane przez skutki tzw. afery Amber Gold, która była jednym z głównych prywatnych sponsorów projektu. W sierpniu 2012 ogłoszono decyzję producenta filmu o przekazaniu kwoty 3 mln złotych otrzymanych od Amber Gold do depozytu „z powodów moralnych”, co spowodowało trudności z finansowaniem etapu postprodukcji. Premiera filmu była później jeszcze dwukrotnie przesuwana: najpierw na kwiecień 2013, a następnie na jesień 2013. Datę premiery wyznaczono na 4 października 2013.
Zbigniew Zamachowski, który wcielił się w postać oficera SB, przesłuchującego Wałęsę o swojej roli powiedział: To trudna, bo długa, 8-stronicowa scena, którą zrealizowaliśmy bez żadnych przerw.
Początkowo w postać Fallaci miała wcielić się Monica Bellucci, koszt jej kilkuminutowego epizodu szacowano na ok. 4 mln złotych Jednak, jak powiedział reżyser, budżet filmu jest na to niewystarczający (problemy ze znalezieniem większego finansowania ze strony sponsorów). Ostatecznie dziennikarkę zagrała Maria Rosaria Omaggio, która tak się odniosła do roli: Wielokrotnie mówiono mi, że jestem podobna do Fallaci. Nie tylko powierzchownością, ale także barwą głosu. Dla mnie to wielki zaszczyt, nie chcę zawieść samej Oriany, jak i Andrzeja Wajdy.

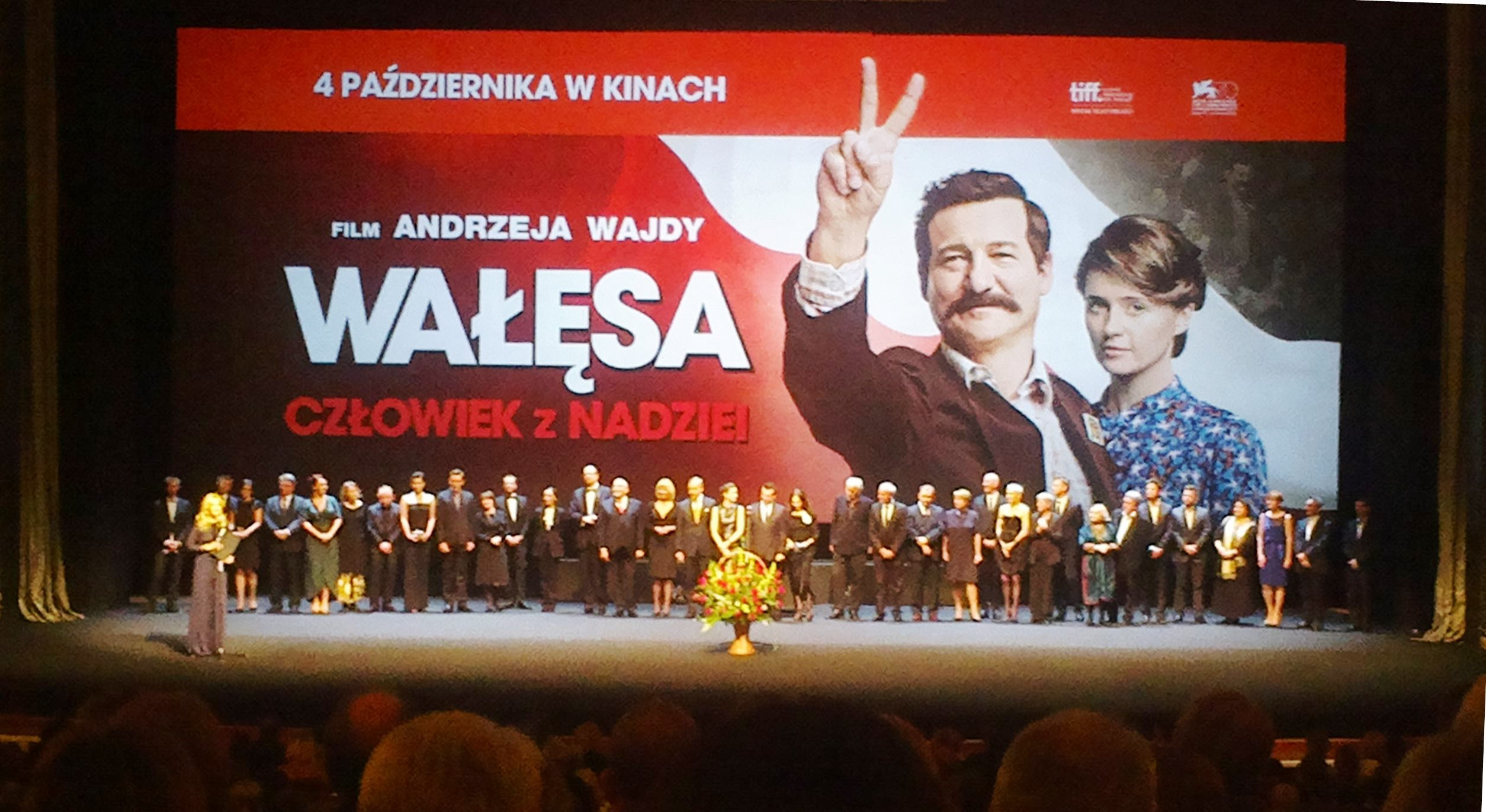
Uroczysta premiera filmu w Teatrze Wielkim w Warszawie 21 września 2013 roku

W czasie produkcji film anonsowano pod tytułem Wałęsa, jednak 1 lipca 2013 podano do wiadomości publicznej nowy, rozszerzony tytuł: Wałęsa. Człowiek z nadziei, co stanowi nawiązanie do poprzednich dzieł Andrzeja Wajdy, filmów Człowiek z marmuru (1976) i Człowiek z żelaza (1981). Ponadto w przeszłości reżyser stworzył etiudę filmową pod tytułem Człowiek z nadziei, będącą składową filmu nowelowego Solidarność, Solidarność... (2005).
Uroczysta premiera filmu odbyła się w Teatrze Wielkim w Warszawie 21 września 2013. Film wszedł na ekrany kin w dniu 4 października 2013.
Komisja oskarowa w 2014 wybrała film Wajdy na polskiego kandydata do Oskara w kategorii najlepszy film nieanglojęzyczny, film jednak nie uzyskał nominacji.

## Obsada
- Robert Więckiewicz jako Lech Wałęsa
- Agnieszka Grochowska jako Danuta Wałęsa
- Iwona Bielska jako Ilona, sąsiadka Wałęsów
- Zbigniew Zamachowski jako Nawiślak
- Dorota Wellman jako Henryka Krzywonos[13]
- Maria Rosaria Omaggio jako Oriana Fallaci
- Mirosław Baka jako dyrektor stoczni
- Michał Czernecki jako wicedyrektor stoczni
- Grzegorz Małecki jako funkcjonariusz Urzędu Bezpieczeństwa
- Marcin Hycnar jako stoczniowiec
- Piotr Probosz jako Czesław Mijak
- Jerzy Nasierowski jako dziadek Mijaka
- Wiktor Malinowski jako Jarosław Wałęsa w wieku 3–5 lat
- Marcel Głogowski jako Bogdan Wałęsa w wieku 8–10 lat
- Kamil Jaworski jako Przemysław Wałęsa w wieku 5–7 lat
- Cezary Kosiński jako Majchrzak
- Ewa Kolasińska jako pracownica w stoczni
- Maciej Stuhr jako ksiądz
- Małgorzata Zajączkowska jako sprzedawczyni
- Wojciech Kalarus jako przewodniczący
- Wojciech Solarz jako opozycjonista
- Mateusz Kościukiewicz jako Krzysiek
- Barbara Babilińska jako pielęgniarka
- Henryk Gołębiewski jako chłop przy blokadzie
- Jakub Mazurek jako tajniak
- Ewa Konstancja Bułhak jako celniczka Halina
- Przemysław Bluszcz jako dostawca kaszanki

## Ścieżka dźwiękowa
Ścieżka dźwiękowa do filmu Wałęsa: Człowiek z nadziei pojawiła się 2 października 2013 roku. Wydawcą płyty jest wytwórnia Parlophone Music Poland.
1. Bogdan Łyszkiewicz – Kocham Wolność
2. Paweł Mykietyn – Plaża
3. Proletaryat – Hej Naprzód Marsz
4. Paweł Mykietyn – Fragment 1
5. Dezerter – Tchórze
6. Paweł Mykietyn – Fragment 2
7. Aya RL – Ulica
8. Paweł Mykietyn – Grzybki
9. Daab – Fala Ludzkich Serc
10. Paweł Mykietyn – Stocznia
11. KSU – Martwy Rok
12. Paweł Mykietyn – Fragment 3
13. Brygada Kryzys – Wojna
14. Paweł Mykietyn – Więzienie
15. Róże Europy – Mamy Dla Was Kamienie
16. Paweł Mykietyn – Arłamów
17. Brygada Kryzys – Centrala
18. Paweł Mykietyn – Kłótnia
19. Daab – Nie Wolno Nie Ufać
20. Paweł Mykietyn – Tramwaj
21. KSU – Pod Prąd
22. Paweł Mykietyn – Danka, Rewizja
23. Tilt – Jeszcze będzie przepięknie
24. Robert White – Grit And Rust March
25. Paul Henry Dallaire – A Song For Lech Walesa
26. Ray Davies – Avenue Of The Stars
27. Chłopcy z Placu Broni – Kocham Wolność